# 삼성 갤럭시 S5 미니
삼성 갤럭시 S5(Samsung GALAXY S5)는 삼성전자에서 제조, 판매하는 안드로이드 스마트폰으로, 삼성 갤럭시 S4 미니의 후속 제품이다.
2014년 7월 1일 공개되어, 2014년 3분기 출시되었다.

## 연혁
- 2014년 7월 1일 : 제품 공개[2]

## 외형 및 방수/방진
갤럭시 S5와 마찬가지로 스피커와 마이크, 이어폰단자를 제외한 부분은 별도의 마개로 처리하였다, 뒷면은 구멍이 뚫려있는 펀칭 패턴이 적용되었다.
방수/방진 수준에 대해서는 IP67 등급을 인증받았다 (먼지로부터 완벽하게 보호되며, 물은 1m 이내의 수심에서 30분을 견딜 수 있다.).

### 색상/에디션
- 차콜 블랙
- 쉬머리 화이트
- 일렉트릭 블루
- 쿠퍼 골드

## 지문 인식
홈버튼에 스와이프 방식의 지문 인식 센서가 내장되어 있으며, 이를 잠금화면 해제, 갤러리등의 사적인 애플리케이션의 보호, 결제등에 활용할 수 있다.

## 심장 박동 인식
뒷면의 플래시 옆에는 심박 센서가 장착되어있어, 심장 박동수를 측정 할 수 있다.

## 운영 체제/소프트웨어

### 안드로이드 4.4 킷캣
안드로이드 OS 4.4.2 킷캣을 탑재하여 출시하였다.

#### 특수 기능
- 그룹 플레이 : 그룹에 참여한 사용자들이 각자 촬영한 동영상을 그룹 생성자가 편집할 수 있는 ‘그룹 캠코더’ 기능이 추가되었다.

- 울트라 파워 세이빙 모드: 휴대전화 사용에 필요한 최소한의 서비스를 제외한 모든 서비스를 종료시키며, 흑백화면 및 최소밝기 조정을 통해 배터리 사용량을 획기적으로 줄여준다. (공식발표 자료 기준 10%에서 24시간 동안 대기가능)

- 심박수 측정 : 기기 뒷면에 탑재된 심박수 측정 센서로 심박수를 확인하거나 기록할 수 있다.

- 긴급 모드 : 위급한 상황에 사용할 수 있도록 손전등, 위급 상황 알람 등의 비상 상황 발생시 필요한 기능을 홈 화면에 배치하고 배터리 수명을 최적화함으로써 긴급 상황에 대비할 수 있도록 만들어준다.

- 도움 요청 메시지 : 긴급 상황에서 전원버튼을 3번 누르면 미리 설정한 연락처에 긴급 메시지가 전송되면 사용자의 위치와 함께 현장의 소리가 5초간 녹음되어 전송된다.

- Geo 뉴스 : 사용자의 위치 정보를 기반으로 황사, 건조, 대설과 같은 기상특보 및 지진, 낙뢰 등의 재해정보를 제공한다.

- 운동 코칭 : 삼성 기어 2, 삼성 기어 2 네오, 삼성 기어 핏을 연동하여 운동목표 및 운동계획에 맞춰 운동을 도와주는 개인 트레이너 기능이 탑재되었다.

## 특수 액세서리

### S 뷰 커버
전작인 갤럭시 S4의 S 뷰 커버에 비해 커버를 닫았을 때 표시되는 화면 영역을 넓혔으며, 전체적인 외형은 갤럭시 노트 3의 S 뷰 커버와 비슷하지만, 생활 방수 기능을 제공하며, 모서리 코팅을 통해 측면을 보호하도록 만들어졌다.
커버를 닫은 상태로 커버 전면에 위치한 스크린을 통해 수신 거절 메시지를 전송하거나, 알람, 이벤트, MMS/SMS를 미리볼 수 있으며, 카메라를 빨리 실행할 수 있는 퀵 카메라 기능을 제공한다.

### 삼성 기어
갤럭시S5와 연동할 수 있는 삼성 기어 2, 기어 핏, 기어 2 네오를 함께 발표하였다.

## 같이 보기
- 삼성 갤럭시 S5
- 삼성 갤럭시 K 줌
- 삼성 갤럭시 S5 액티브